# Комьюнити-арт
Комьюнити-арт (англ. community art; также «диалогическое искусство», dialogical art; «искусство с участием сообщества», community-engaged art; или «искусство на основе сообщества», community-based art) ― практика искусства, созданного в условиях сообщества. Произведения искусства такого вида могут быть любыми по форме, но их отличительной чертой обязательно является взаимодействие или диалог с человеческим сообществом. В рамках данного направления художники сотрудничают с окружающими их людьми, которые обычно не занимаются искусством.
Термин «комьюнити-арт» возник в конце 1960-х годов, когда данная практика получила распространение в Соединённых Штатах, Канаде, Нидерландах, Великобритании, Ирландии, Австралии, а также в странах Скандинавии.
Комьюнити-арт представляет собой ориентированный на проживающих в данной местности подход к искусству. Практика бывает особенно полезной в экономически депрессивных районах. Когда местные жители собираются вместе, чтобы выразить свою озабоченность или волнующие их проблемы в художественном виде, они могут привлекать для этой цели профессиональных художников или актёров. Такая художественная практика может служить катализатором для позитивных изменений в районе и для привлечения внимания к своим проблемам на национальном или даже международном уровне.
В англоязычных странах термином комьюнити-арт часто обозначается работа общественных художественных центров. Многие художественные организации в Соединённом Королевстве осуществляют свою деятельность на муниципальном уровне, что, как правило, предполагает и участие местных жителей, которые не являются профессиональными художниками.

## Комьюнити-арт и паблик-арт
Термин «комьюнити-арт» может и охватывать область искусства, которая обычно обозначается как «паблик-арт»: весьма часто городское сообщество не только совместно принимает участие в творческом процессе, но и представляет его конечный продукт на всеобщее обозрение в публичном пространстве.

## Общественное значение
Комьюнити-арт имеет корни в идеях о социальной справедливости и коллективном самосознании; оно часто рассматривается как средство для достижения общественных целей и на этом основании иногда рассматривается как форма культурной демократии.
К примеру, в Канаде к комьюнити-арту обращаются организации, которые не занимаются художественной деятельностью. Тем не менее комьюнити-арт помогает этим обществам решать системные проблемы в области здравоохранения, образования, расширения прав коренных народов, иммигрантов, представителей ЛГБТ-сообщества и молодёжи. К комьюнити-арту проявляют интерес и ассоциации по развитию бизнеса, которые сотрудничают с отдельными художниками и художественными организациями для совместного проведения культурных фестивалей или мероприятий, направленных на решение социальных проблем.

## Известные художники
- Джерри Эллин
- Джутит Ф. Бака
- Джозеф Бейс
- Хелен Крамми
- Гарелл Флетчер
- Роберт Хукс
- Рут Говард
- Карен Джемисон
- JR
- Сюзанн Леси
- Алан Лидьярд
- Ройстон Малдум
- Адриан Пайпер
- Мирли Ладерман Юкилс